# Рита Кашийская
Рита Кашийская (итал. Rita da Cascia), в миру Маргарита Лотти (итал. Margherita Lotti; 1381[…], Роккапорена, Умбрия — 22 мая 1457 или 22 мая 1457, Каша, Умбрия) — христианская святая эпохи средневековья, монахиня-августинка. Почитается в Римско-католической церкви. Считается заступницей в безнадёжных ситуациях.

## Биография
Святая Рита родилась в 1381 году в городке Роккапорена, предместье города Каши в Перудже (Италия), в семье земледельцев Антония Лотти и Амати Ферри. Св. Рита была долгожданным ребенком. В очень юном возрасте, согласно традициям того времени, была выдана замуж за дворянина по имени Паоло Манчини, несмотря на многочисленные просьбы св. Риты отпустить её в монастырь.
Согласно житиям, муж святой Риты был богатым, но вспыльчивым и безнравственным человеком, у которого в окрестностях Каши хватало врагов. Святая Рита терпела оскорбления, насилие и неверность мужа в течение многих лет, но неизменно стремилась обратить его с пути греха. Во время своего замужества св. Рита проявляла глубокие христианские добродетели, будучи образцовой женой и матерью. Согласно народным преданиям, своей кротостью, добротой и терпением она смогла помочь мужу сделаться более добродетельным человеком. В частности, он отказался следовать обычаю кровной мести, вендетты, между роднёй Манчини и другой местной семьёй, Кикуи (Chiqui). В браке у Паоло Манчини и св. Риты родились двое сыновей, Джанджакомо (Джованни) Антонио и Паоло Мария; св. Рита также сумела воспитать детей подлинными христианами.
С течением времени вражда между семьями Кикуи и Манчини становилась всё более свирепой; Паоло Манчини отошёл от жестокого обычая, но его предательски заколол некий Гвидо Кикуи (Guido Chiqui), один из членов враждебного клана.
На похоронах мужа св. Рита прилюдно объявила, что прощает его убийц. Брат Паоло, Бернардо, напротив, не смирился с происшедшим и, по-видимому, рассчитывал сделать из сыновей св. Риты мстителей за смерть Паоло. Бернардо убедил мальчиков уехать из дома и переселиться в семейное поместье семьи Манчини, после чего стал их основным воспитателем. По мере того, как сыновья св. Риты росли, под влиянием их наставника Бернардо в них пробудилось желание отплатить враждебному семейству за убийство отца. Св. Рита, опасаясь, что её дети погубят свою душу, всячески пыталась отговорить их от подобных намерений, но её увещевания не имели успеха. Видя это, она молилась, чтобы её сыновья не поддались желанию мести. Годом позже юноши умерли от инфекционной болезни.
После смерти мужа и сыновей святая Рита приняла решение принять постриг в женском монастыре св. Марии Магдалины ордена августинцев, но ей отказали в поступлении туда. Хотя монастырские власти были осведомлены о добронравии и благочестии св. Риты, всё же они стремились избежать присутствия у себя сестры, имя которой ассоциировалось со скандалом из-за насильственной смерти супруга. Тем не менее св. Рита проявила настойчивость, и монахини согласились позволить ей принять обеты, однако при условии, что она примирит свою семью с убийцами мужа. Святая Рита молилась о помощи трём своим святым-покровителям: Иоанну Крестителю, Августину и Николаю Толентинскому — и приступила к практически неисполнимой миссии установить мир между враждующими семействами Каши. В легендах говорится, что опустошавшая в то время Италию бубонная чума поразила Бернардо Манчини, и тот отказался от вендетты по отношению к семье Кикуи. Св. Рита смогла прекратить вражду между семьями, и ей дозволили поступить в монастырь, — по некоторым сведениям в 1407 году, по другим — в 1417 году
Согласно католической агиографии, вечером Страстной пятницы, 18 апреля 1432 года (или 30 марта 1442 года, согласно другой традиции), когда святая Рита в своей келье уединённо размышляла в молитве о Страстях Иисуса после проповеди Фра Джакомо делла Марки, она ощутила у себя во лбу боль, как если бы её коснулся шип Тернового Венца. Это событие является одним из немногих в жизни монахини, непосредственно изображаемых на дошедшей до нас иконе XV века.
В последние годы св. Рита тяжело болела и не вставала с постели. Согласно преданию, на её одеяле оказались чёрные пчёлы, предвещая скорую смерть. По другой легенде, перед смертью Рита, несмотря на холодное время года, отправила двоюродную сестру за розой и двумя фигами из своего сада в Роккапурне. Сестра решила, что св. Рита бредит, но в самом деле нашла в снегу сада красную розу и фиги — знаки, которые были истолкованы как утверждение спасения душ мужа и детей св. Риты.
На основании этих легенд пчелы, розы и шипы стали наиболее частыми иконографическими атрибутами святой. Также канонический образ св. Риты включает и другие религиозные символы. Её изображают, помимо тернового шипа (символа покаяния) и стигмат:
- с большим Распятием;
- с пальмовым листом, увенчанным тремя коронами (представляющими её мужа и двух сыновей);
- с двумя маленькими детьми по бокам (также символизирующими её детей);
- с Евангелием;
- с черепом (символом смертности человека);
- с бичом-флагеллумом (символом умерщвления плоти).

В католических житиях можно также найти сообщение о том, как три святых-покровителя однажды ночью перенесли св. Риту из её кельи в сад.
После 15 лет одинокой молитвы и поста, 22 мая 1457 года Рита умерла, её тело осталось нетленным до сих пор и сохраняется в святилище в Каши.

## Прославление
Ещё при жизни монахини происходили чудеса, а после смерти люди начали молиться ей, прося заступничества. Народное почитание св. Риты, начало которому положили с 1600 года августинцы, до сих пор крайне широко распространено в католическом мире, особенно в Италии, Испании, Португалии и Латинской Америке.
Наравне со святым Иудой Рита Кашийская почитается как святая, помогающая в совершении невозможных дел. Святую Риту просят о заступничестве желающие сохранить чистоту, жертвы домашнего насилия, люди, страдающие от одиночества и трудностей в браке; также она покровительница родителей, вдов, больных и раненых.
Папа Урбан VIII объявил Риту блаженной в 1628 году, а папа Лев XIII в 1900 году – святой, назначив её поминание на 22 мая.